# 6-й отдельный гвардейский полк связи
6-й гвардейский отдельный Львовско-Берлинский орденов Богдана Хмельницкого, Александра Невского и Красной Звезды полк связи — Вооружённых сил РККА, СССР и Российской Федерации. Во время Великой Отечественной войны принимал участие Битве за Кавказ, в Курской битве, Львовско-Сандомирской наступательной операции, Сандомирско-Силезской наступательной операции, Нижне-Силезской наступательной операции, Верхне-Силезской наступательной операции, Берлинской наступательной операции, Пражской наступательной операции.

## История
Сформирован в Пензенской области в мае 1942 как 118-й отдельный полк связи. Был включён в состав войск 24-й армии Южного фронта, с 12 августа 1942 переподчинён Северной группе войск Закавказского фронта. В ходе битвы за Кавказ в трудных условиях горного театра военных действий полк умело обеспечивал связь штаба армии (группы) с подчинёнными соединениями и частями.
В начале июля 1943 включён в 4-ю танковую (с 17 марта 1945 4-я гвардейская танковая) армию, в составе которой действовал до конца войны. Личный состав полка надёжно обеспечивал управление войсками армии в Орловской, Проскуровско-Черновицкой и Львовско-Сандомирской наступательных операциях. За образцовое выполнение боевых задач при освобождении войсками армии города Львов полку было присвоено почётное наименование Львовского (10 августа 1944). В январе — марте 1945 он участвовал в Сандомирско-Силезской, Нижне-Силезской и Верхне-Силезской наступательной операциях.
За умелое выполнение заданий командования был награждён орденом Красной Звезды (19 февраля 1945).
За проявленные личным составом мужество и отвагу 4 апреля 1945 года преобразован в 6-й отдельный гвардейский полк связи.
Высокое воинское мастерство проявили гвардейцы-связисты в завершающих операциях Великой Отечественной войны. За обеспечение бесперебойного управления войсками армии в Берлинской и Пражской наступательной операциях полк был награждён орденами Александра Невского (26 апреля), Богдана Хмельницкого 2-й степени (28 мая) и удостоен почётного наименования Берлинского (4 июня 1945), а командир полка гв. подполковник Ойцев И. К. награждён орденом Отечественной войны II степени  .
В ходе Великой Отечественной войны 718 воинов полка награждены орденами и медалями.
В мае 2021 года на территории преемника полка 9-й гвардейской бригады управления открыта аллея славы «Воинам связистам».

### После войны
Передислоцирован в район г. Эберсвальде. Участвовал в обеспечении управления войсками в "Берлинском кризисе" 1961. В операции "Дунай" 1968.
В 1993 году полк выведен из ЗГВ в Воронеж.
В 2009 году переформирован в 9-ю гвардейскую бригаду управления.

## Награды и наименования
- «Гвардейский» 4 апреля 1945 года
- Орден Богдана Хмельницкого II степени — За образцовое выполнение заданий командования в боях при прорыве обороны немцев на реке Нейссе и овладении городами Коттбус, Люббен, Цоссен, Беелитц, Лукенвальде, Тройенбритцен, Цана, Мариенфельде, Треббин, Рангсдорф, Дидерсдорф, Кельтов и проявленные при этом доблесть и мужество. Указ Президиума Верховного Совета СССР от 28 мая 1945 года.
- Орден Александра Невского — За образцовое выполнение заданий командования в боях с немецкими захватчиками при разгроме группы немецких войск юго-западнее Кенигсберга и проявленные при этом доблесть и мужество. Указ Президиума Верховного Совета СССР от 26 апреля 1945 года.
- Орден Красной Звезды — За образцовое выполнение заданий командования в боях с немецкими захватчиками при выходе на реку Одер и овладение городами Милич, Бернштадт, Намслау, Карльсмаркт, Тост, Бишофсталь и проявленные при этом доблесть и мужество. Указ Президиума Верховного Совета СССР от 19 февраля 1945 года. (под наименованием «118-й отдельный Львовский полк связи»)
- Почётное наименование  «Львовский» — в ознаменование одержанной победы и отличие в боях за освобождение города Львов. Приказ Верховного Главнокомандующего  от 1 января 1944 года.
- Почётное наименование «Берлинский» — в ознаменование одержанной победы и отличие в боях за овладение Берлином. Приказ Верховного Главнокомандующего № 0109 4 июня 1945 года.

### Командиры
- полковник И.П. Сельков (май 1942 — май 1943),
- полковник М.А.Абрамов (май 1943 — февраль 1945),
- подполковник Иван Константинович Ойцев (февраль 1945 — до конца войны).